# Xosé Manuel Esperante
Xosé Manuel Esperante (1976) es un actor español.

## Biografía
Xosé Manuel Esperante nació en 1976 en Escarabote. Aunque inició la carrera de historia para ser arqueólogo, si bien durante su estancia en la Universidad de Santiago de Compostela se apuntó a un aula de teatro en la que hizo cuatro obras. En el transcurso de ese tiempo le llegó la noticia de que un actor de una obra de teatro tenía que ser sustituido por otro joven; trabajo para el cual fue seleccionado. De esa primera época datan las siguientes montajes: A Velada espectral de Mr. Penabody (1996), Hubo rey (1997), Comedia noxenta para mamá (1998), y La cabeza del dragón (1999), fábula/farsa de Ramón del Valle-Inclán sobre un príncipe desterrado que salva la vida a una princesa de un dragón; y en la que el actor daba vida a un bufón. A estas funciones se le sumaría algunos espectáculos sobre cánticos medievales (Trobador, 1998), adaptaciones de James M. Barrie (Peter Pan), en la que encarnó a uno de los niños perdidos, que se negaban a crecer ante la imposibilidad de recuperar la infancia; y de Anxel Fole (Pacto con el demonio, 1998).
A raíz de quedar seleccionado en esa obra para la que se realizó un casting al caer uno de sus intérpretes, empató diversos trabajos hasta que en 2000 logra un papel fijo para TVG en la serie Galicia Express, en torno a una empresa de mensajería. En ella Xosé Manuel Esperante se puso en la piel de Fran durante dos temporadas, un total de ochenta episodios. 
Mientras daba esos primeros pasos en su carrera profesional, empezó a recibir formación de diversos profesionales: Manuel Martín Cuenca (Interpretación Audiovisual y Taller para Actores y Guionistas), John Wright (Interpretación), Iñaki Aierra (Interpretación Cinematográfica), María del Mar Navarro (Máscara neutra, presencia escénica y vocal), la Universidad de Santiago (Curso de Arte Dramático), Joan Lopéz Comes(Interpretación, Ortofonía e dicción, Esgrima teatral , Interpretación , Historia do teatro e Análise de textos dramáticos, A enerxía do actor), Victoria Sanz (Voz y expresión oral), Amelia Ochiandiano (Prácticas escénicas), Ángel Burgos (Cabaret) y Adán Black (Interpretación). Años después él mismo tendría experiencia como docente en la Universidad de Santiago de Compostela.
En 2001 fundó la compañía teatral Bacana junto a Mara Sánchez, Marcos Orsi e Xúlio Abojo, con la que se llevarían adelante proyectos como Hendaya, Mon Amour. Ese mismo año dio sus primeros pasos en el mundo del cortometraje, logrando su primer protagonista en uno, Inútil, en el que encarnó a Pedro, un estudiante que hacía trampas en los exámenes de la universidad y que a raíz de ser descubierto analiza sus malas relaciones con sus padres, sus problemas para acabar la carrera y las juergas con sus amigos. Un joven que no encuentra ninguna motivación y al que su madre le recrimina no saber apreciar el valor del dinero. Por su interpretación Xosé Manuel Esperante ganó el premio al Mejor Actor en la III Muestra de Cortometrajes Vila de Noia.
Ese mismo año también protagonizó el cortometraje de El show de Peter Keys y la obra de teatro El retrato de Dorian Gray, bajo las órdenes de Vicente Montoto. En el actor interpretó a Dorian, un joven envanecido de sí mismo que actuaba bajo total impunidad, que se dedicaba a coleccionarse a sí mismo, y que no soportaba mirar su propia imagen en un retrato que le juzgaba como si fuese un fiscal. 
En 2002 participó en el cortometraje A subela -en torno a un zapatero sumido en una vida monótona-, en la lectura dramatizada A veces llueve en abril –dirigido por Rosa Álvarez-, y la función Concerto, sobre un texto de Manuel Lourenzo. En esos doce meses también debutó como ayudante de dirección en otro corto, Los reyes del columpio, a la vez que intervenía en su primer largo, Ilegal, cuyo argumento versaba sobre un documentalista que realizaba un trabajo sobre las mafias que transportaban inmigrantes de África a Occidente.
En 2003 trabajó en Erik Satie, basado en textos y letras musicales del autor cuyo nombre recupera el título del espectáculo. En cine obtiene papeles de reparto en películas como El lápiz del carpintero –según la novela de Manuel Rivas-, o El año de la garrapata. Completa el año con el rodaje de los cortometrajes Ideas preconcebidas, Ordago, Logos S.A. y Equivócate.
En 2004 retoma su colaboración con el director de teatro Vicente Montoto a propósito de la pieza Pallasos. Ese mismo año se estrena Mar adentro, en el que Xosé Manuel Esperante interpreta a un periodista que entrevista a Ramón Sampedro (Javier Bardem) en las escaleras de una corte de justicia en la que el poeta intentó lograr autorización legal para practicar la eutanasia. Su profesor Manuel Martín Cuenca le contrata como actor de reparto del filme Malas temporadas, en la que interpreta a un hombre dedicado al contrabando y que regresa de Cuba trayendo consigo malas noticias. José Moguero le regala su primer protagonista en cine en Planes y lugares seguros. Así mismo Nacho García le encomienda el papel principal de dos cortometrajes: El carnaval y La vida misma. Para la televisión de ámbito estatal rueda un capítulo de la serie El comisario -dando vida a Pedro Roldán, un joven que ayuda a la policía a atrapar a un asesino llamado Sergio- y otro de Cuéntame cómo pasó, en un episodio en el cual varios empleados de una imprenta se ponen en huelga. Antes de finalizar el año representa Ensayando a Hamlet, adaptación del texto de Shakespeare, en la que incorpora al cortesano Laertes que regresa a Dinamarca para vengar a su padre asesinado, Polonio. 
Su carrera teatral prosigue en 2005 con adaptaciones de Calderón de la Barca –Amar después de la muerte, sobre el levantamiento de Las Alpujarras-, o de Luigi Pirandello –Seis personajes en busca de autor-, así como proyectos más contemporáneos como Matanza, en la que bajo la dirección de Carla Calparsoro, sobre dos cerdos, hermanos, que esperan ser sacrificados con un actitud contrapuesta: la sumisión y la rebelión. 
Su trayectoria en el campo del cortometraje avanza con sendos protagonistas en El beso (Jorge Calleja) y Partidas (Javier Lucas). Para televisión filma el primer capítulo de Vientos de agua. Así mismo interviene en el homenaje en torno a la figura del compositor e instrumentalista John Cage.
En 2006 rueda Premio, donde encarna a un amigo del protagonista (Tim), que decide ganarse la vida en varios concursos de televisión mientras sus compañeros de andanza observan su conducta entre la preocupación y el apoyo. A este proyecto se le sumaría Amar en tiempos revueltos, donde interpretó a Felipe, un huérfano que se gana la vida como camarero y que se ve obligado a ocultar su homosexualidad manteniendo una relación estable con una novia de su pueblo; a la que engaña con el heredero de una familia adinerada, Sito (Jaime Menéndez), al que ayuda a aceptar su condición sexual. Finalizada la emisión de la primera temporada de la serie, en verano Xosé Manuel Esperante ejerce de pregonero en Escarabote. Antes de finalizar el año vuelve a trabajar en El Comisario, esta vez incorporando a Santiago Arcas, un joven que planea la venganza –aún a costa de simular padecer una enfermedad terminal- contra aquellos que empujaron a su novia al suicidio. Para TVG interviene en un capítulo de A vida por delante.
Xosé Manuel Esperante inicia 2007 representando el desembarco de Pinzón en la Fiesta de la Arribada, en la que participan seis actores profesionales y treinta colaboradores de la comarca. Ese año se pone bajo las órdenes de José Luis Alonso Santos en ¡Viva el teatro!, galardonada con el II Premio María José Jove de Escritura Infantil. A esta función le seguiría Ifigenia en Áulide -bajo las órdenes de Charo Amador-, que compaginó con el rodaje de la película de televisión El tesoro, en la cual vuelve a ser dirigido por Manuel Martín Cuenca. A estos trabajos se le sumaría su participación en el cortometraje Ful de ases, sobre unos amigos que juegan una partida a las cartas que les cambiará la vida.

## Formación
- Estudios de Historia (Especialidad: Prehistoria), por la Universidad de Santiago de Compostela.
- Interpretación Audiovisual, con Manuel Martín Cuenca.
- Taller para actores y guionistas, con Manuel Martín Cuenca.
- Interpretación, John Wright,
- Interpretación cinematográfica, Iñaki Aierra.
- Máscara neutra, presencia escénica y vocal; con María del Mar Navarro.
- Curso de Arte Dramático, Universidad de Santiago de Compostela.
- Interpretación, ortofonía e dicción, Esgrima teatral,Historia do teatro, Análise de textos dramáticos, y A enerxia do actor, con Joan López Comes.
- Voz y expresión oral, Victoria Sanz.
- Prácticas escénicas, Amelia Ochandiano
- Cabaret, Ángel Burgos.
- Interpretación, Adán Black.

## Televisión
| Año  | Serie                     | Temporada. Capítulo | Personaje      |
| ---- | ------------------------- | ------------------- | -------------- |
| 2001 | Galicia Express           | Fijo                | Fran           |
| 2004 | Cuéntame cómo pasó        | 6.4                 | Empleado 2     |
| 2004 | El comisario              | 7.11                | Pedro Roldán   |
| 2004 | Vientos de agua           | 1.1                 |                |
| 2006 | Amar en tiempos revueltos | 1.186- 1.200        | Felipe         |
| 2006 | El comisario              | 10. 4               | Santiago Arcas |
| 2006 | A vida por diante         | 2.25                |                |

## Teatro
| Año  | Obra de teatro                      | Director                             | Autor de la pieza           | Personaje   |
| 1996 | Una velada espectral de Mr. Peabody | Roberto Salgueiro                    | Manuel Lourenzo             |             |
| 1997 | Hubo rey                            | Roberto Salgueiro                    | Roberto Salguiero           |             |
| 1997 | Pacto con el demonio                | Pedro Rubín                          | Anxel Fole                  |             |
| 1998 | Trobador                            |                                      |                             |             |
| 1998 | Comedia Noxenta para Mamá           | Roberto Salgueiro                    | Stanisław Ignacy Witkiewicz |             |
| 1998 | Peter Pan                           | Arturo López                         | James M. Barrie             | Nibbs       |
| 1999 | La cabeza del dragón                | Roberto Salgueiro                    | Ramón del Valle-Inclán      | Bufón       |
| 2001 | El retrato de Dorian Gray           | Vicente Montoto                      | Oscar Wilde                 | Dorian Gray |
| 2002 | Concerto                            | Luis Avilés                          | Manuel Lourenzo             |             |
| 2003 | Erik Satie                          | Diego García y Xosé Manuel Esperante | Eric Satie                  | -           |
| 2004 | Pallasos                            | Vicente Montoto                      | Vicente Montoto             |             |
| 2004 | Ensayando a Hamlet                  | Pablo Menasach                       | William Shakespeare         | Laertes     |
| 2005 | Amar después de la muerte           | Astides                              | Calderón de la Barca        |             |
| 2005 | Seis personajes en busca de autor   | Xulio Lago                           | Luigi Pirandello            | Hijo        |
| 2005 | Matanza                             | Carla Calparsoro                     | Roberto Salgueiro           | Cerdo 2     |
| 2006 | Antaviana                           |                                      | Pere Calders y Jaume Sisa   |             |
| 2006 | El sastrecillo valiente             |                                      |                             |             |
| 2006 | Viva el teatro                      | Olga Margallo                        | José Luis Losantos          |             |
| 2007 | El lazarillo                        | Juan Rodríguez                       | Anónimo                     |             |
| 2007 | Ifigenia en Áulide                  | Charo Amador                         |                             |             |

## Cine

### Cortometrajes
| Año  | Cortometraje           | Director            | Personaje    |
| ---- | ---------------------- | ------------------- | ------------ |
| 2001 | Inútil                 | Paco Rañal          | Pedro        |
| 2002 | El show de Peter Keys  | Javier Uhía         |              |
| 2002 | A Subela               | Lluis Avilés        |              |
| 2002 | Los reyes del columpio | Tucho               |              |
| 2003 | Ideas preconcebidas    | Raúl Gómez          |              |
| 2003 | Ordágo                 | Yosu Tapia          |              |
| 2003 | Equívocate             | Daniel Vargas       |              |
| 2003 | Logos S.A              | Sergio Acheni       |              |
| 2004 | La vida misma          | Nacho García        |              |
| 2004 | El carnaval            | Nacho García        |              |
| 2005 | Partidas               | Javier Lucas        |              |
| 2005 | El beso                | Jorge Calleja       |              |
| 2006 | Premio                 | Eva Quintas         | Amigo de Tin |
| 2007 | Full de ases           | Diana Ramahí García |              |

### Largometrajes
| Año  | Largometraje             | Director             | Personaje  |
| ---- | ------------------------ | -------------------- | ---------- |
| 2001 | Ilegal                   | Ignacio Vilar        | Francisco  |
| 2003 | El lápiz del carpintero  | Antón Reixa          | Boldemir   |
| 2004 | Mar adentro              | Alejandro Amenábar   | Periodista |
| 2004 | El año de la garrapata   | Jorge Coira          | Vendedor   |
| 2004 | Planes y lugares seguros | José Noguero         |            |
| 2004 | Malas temporadas         | Manuel Martín Cuenca | Chico #1   |
| 2007 | El tesoro                | Manuel Martín Cuenca |            |

## Premios
- Mejor actor en el III Muestra de Cortometrajes de Vila de Noia por el cortometraje Inútil (2001).